# Andrea Bonomi
Pour les articles homonymes, voir Andrea Bonomi (football) et Bonomi.
Andrea Bonomi, né le 25 mars 1965 à New York, est un homme d'affaires italien, spécialisé dans le rachat et le redressement d'entreprises. Avec ses deux frères, il est à la tête des fonds d'investissements Investindustrial ainsi que Strategic Holdings par l'intermédiaire de la holding luxembourgeoise BI-Invest Holdings. En 2014, Andrea Bonomi devient le principal actionnaire du Club Méditerranée avant de renoncer à son OPA au début de l'année suivante.

## Biographie
Andrea Bonomi est issu d'une grande famille de financiers milanais, dont Carlo Bonomi riche propriétaire immobilier milanais et Anna Bonomi Bolchini (it) « femme banquière italienne »,. 
Il étudie le français à Cannes puis émigre à Londres en 1977 quand le risque d'enlèvement est trop fort en Italie. Il suit des études au lycée français Charles-de-Gaulle. Il obtient par la suite un MBA de l'université de New York. 
Il débute chez Lazard Frères, à New York puis de se rend à Londres pour travailler chez Kleinwort Benson. En 1985, le groupe familial Bonomi BI Invest, au plus mal, se fait racheter par Montedison. 
Le fonds d'investissement Investindustrial est créé en 1990 ; puis Andrea Bonomi investi avec Alessandro Benetton dans la création du fonds 21 Invest. 
Il prend des participations dans les pneumatiques Pirelli, l'entreprise de bâtiments Permasteelisa (it) revendue en 2011, les motos Ducati en 2006 avant de revendre à Audi six ans plus tard, l'entreprise du luxe Atkinson en 2007, Aston Martin en 2012, Banque suisse italienne (BSI) de Lugano, les grands magasins Coin (en), la gestion d’hélicoptères avec Avincis Group (en) revendu neuf ans après, Eutelsat, ainsi que le quotidien milanais Corriere della Sera,,. Mais il échoue à acquérir le groupe chimique italien Polynt en 2008.
En 2011, principal actionnaire, Andrea Bonomi devient président de la Banca Popolare di Milano, poste qu'il quitte peu après en revendant ses parts,.
Depuis un moment déjà, il achète, par l'intermédiaire de Strategic Holdings, des actions du Club Méditerranée. Étant actionnaire de PortAventura World près de Barcelone (ainsi que Gardaland par ailleurs), il a comme projet d'ouvrir un village du Club à proximité de ce parc mais essuie un refus de la part d'Henri Giscard d'Estaing,. Il décide alors de s'associer avec l'homme d'affaires sud-africain Sol Kerzner et le groupe GP Investments (en) pour lancer une OPA sur l'entreprise de tourisme,, puis avec KKR. Finalement, après l'une des plus longues OPA qu'ait connues le marché parisien, il renonce au début de 2015 à surenchérir, non sans réaliser une importante plus-value,. À la fin de la même année, son fonds d'investissement achète la marque Sergio Rossi à Kering. L'année suivante, n’abandonnant pas l'idée des clubs de vacances, Investindustrial devient largement majoritaire dans Valtur, achetant 90 % des parts pour 100 millions d'euros ; mais moins de deux ans plus tard, c'est un échec, l'entreprise de tourisme est en redressement, perdant 60 millions d'euros pour 80 millions de chiffre d'affaires.
Surnommé le « condottiere », Andrea Bonomi est un homme discret. Son fonds Investindustrial représente trois milliards d'euros d'actifs en portefeuille et plusieurs milliers d'employés.